# John Tovey
John Cronyn (Jack) Tovey (Rochester, Kent, Inglaterra; 7 de marzo de 1885 - Funchal, Madeira; 12 de enero de 1971) fue Almirante de la Flota de la  Real Marina Británica desde octubre de 1943 a mayo de 1945.
Una de sus principales gestiones fue la potenciación de la Fuerza de destructores en el Mediterráneo en el período previo a la Segunda Guerra Mundial y la cacería del acorazado Bismarck en 1941 cuando ostentaba el cargo de Comandante en Jefe de la Home Fleet con base en Scapa Flow.

## Biografía
Nació en 1885 en Rochester, Kent fue el hijo menor de once hermanos del teniente coronel Hamilton Tovey del Cuerpo de Ingenieros Militares y la canadiense nacida en Halifax, Nueva Escocia,  María Isabel Goodhue.
Fue educado en la escuela para hijos de clase alta, School Durnford - Langton Matravers donde se distinguió en el juego de Cricket.
A los 14 años ingresó a la Real Marina Británica como cadete en el buque escuela Britannia anclado en Dartmouth.  El 15 de mayo de 1901
fue ascendido a guardiamarina y destinado al acorazado Majestic donde sirvió hasta 1902.
Es transferido al HMS Ariadne y en julio de 1904 es ascendido a subteniente con calificaciones cuyas observaciones estipulaban poca habilidad para relacionarse de manera adecuada.
Después de realizar cursos de pilotaje y navegación es enviado por solicitud del almirante Arhtur Wilson al  HMS Exmouth alcanzando el rango de teniente 2.º en 1906.
En 1908 es enviado a la Estación China a bordo del HMS King Alfred donde sirve hasta 1912 en diferentes unidades alcanzando el rango de teniente 1.º.
En 1913 retorna a Davenport a bordo del HMS Vivid para presentarse en el nuevo crucero explorador HMS Amphion y es ascendido a capitán de corbeta en 1914, en la apertura de la Primera Guerra Mundial.  Este buque resulta hundido por una mina el 5 de agosto de 1914 y Tovey salva a nado.
El 13 de julio de 1915 obtiene el mando del HMS Chacal, un explorador scout y participa en la Batalla de Dogger Bank.  El 7 de mayo de 1916 es transferido como director artillero en el HMS Onslow y participa en la Batalla de Jutlandia  donde ordena un ataque por torpedos al SMS Weisbaden, unidad que ya estaba fuera de combate; pero el HMS Onslow es tocado por un proyectil del buque enemigo que lo deja al garete, aún en estas condiciones dispara sus últimos torpedos y es remolcado fuera de la acción.  Por esta acción Tovey recibió la Medalla de Servicios Distinguidos. Obtiene permiso para casarse con Aida Rowe el 28 de marzo de 1916.

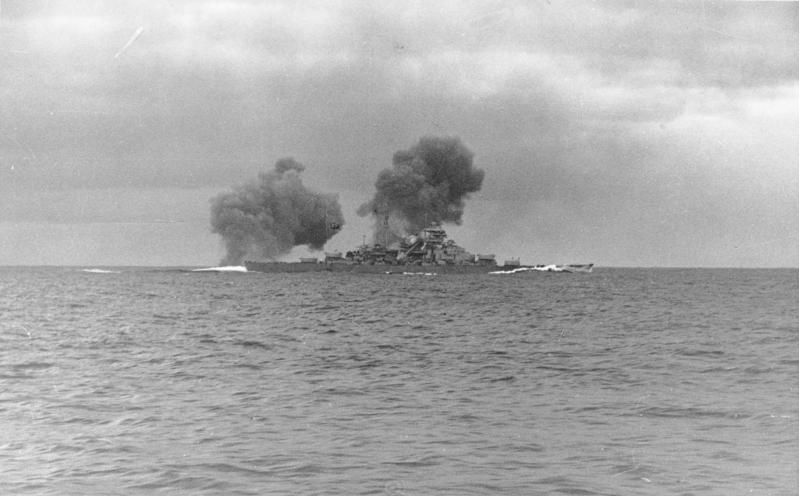
El hundimiento del acorazado Bismarck en mayo de 1941 fue uno de los principales hechos de Sir Tovey

En 1919, es enviado a un curso de especialización en el Royal Naval College of Greenwich que lo capacita para oficial de Tácticas y Operaciones navales hasta 1922.  En la marina se le conoció siempre con el apodo de Jack.
En diciembre de 1923 es ascendido a capitán de fragata.  Sigue realizando cursos de oficial alcanzando puestos de relevancia admnistrativa como Subdirector de la Escuela de Operaciones Navales y desde 1928 hasta 1930 es Director asistente de la Escuela de Tácticas Navales.   Asiste al curso de oficiales superiores de Sheerness que lo habilita como Táctico naval y es nombrado asistente del 2.º Lord del Almirantazgo.
En abril de 1932, el capitán John Tovey recibe el mando del Acorazado Rodney, y asume el desafío de convertir a su tripulación en un equipo eficaz, disciplinado y cohesionado haciendo gala de una tenacidad y obstinación que despertó el asombro del Alto Mando.
(La tripulación del HMS Rodney había sido partícipe del Motín naval de Invergordon en 1931 y las disciplina a bordo estaba muy cuestionada, puesto que había en ella los manifestantes más sobresalientes.)  Al asumir el mando del HMS Rodney, Tovey declaró más tarde que se había sentido intimidado por el porte del buque y sus cañones, ya que estaba acostumbrado a destructores y cruceros ligeros.
Vuelve ese mismo año a realizar cursos de especialización en la Academia Naval de Guerra y es investido como Comodoro en el Cuartel de la Marina Real en Chatam en 1935.  En 1937 es nombrado contralmirante y (Edecán)) Ayudante Adjunto del Rey Jorge VI.
Tovey asumió la misión de potenciar la flota de destructores que al momento de estallar la Segunda Guerra Mundial era una fuerza de combate que podía pesar en un escenario de batalla. Realizó algunas intervenciones administrativas en la Guerra Civil Española,  Malta y en Haifa mientras gestionaba la potenciación de la fuerza de destructores.

Con la apertura de la Segunda Guerra Mundial, Tovey fue Comandante en jefe de la Flota de Destructores en el Mediterráneo, estaba directamente bajo el Almirante de Flota, Andrew Cunningham quien apreciaba los dotes, principios cristianos y la tenacidad de Tovey.
En 1940, es ascendido a Vicealmirante de Flota a cargo de las fuerzas navales del Mediterráneo izando su bandera en el destructor
HMS Orion.
Rota la neutralidad iltaliana en la guerra, el 28 de mayo de 1940 la 7.ª flotilla de destructores británicos sorprendió a una flotilla de destructores italianos al norte de África y hundió al destructor Espero, pero usando una cantidad de municiones muy elevada lo que le valió las quejas de Cunningham.
El 9 de julio de 1940, sucede la Batalla de Calabria, donde una fuerza naval italiana enfrentó a una fuerza de cruceros y destructores ingleses bajo el mando de Cunningham teniendo como resultado por el lado inglés, un crucero ligero y dos destructores dañados; y por el lado italiano,  1 acorazado, un crucero pesado y un destructor dañados. Las acciones tomadas por Tovey de retirarse en un momento dado de la batalla fueron muy valoradas por Cunningham.

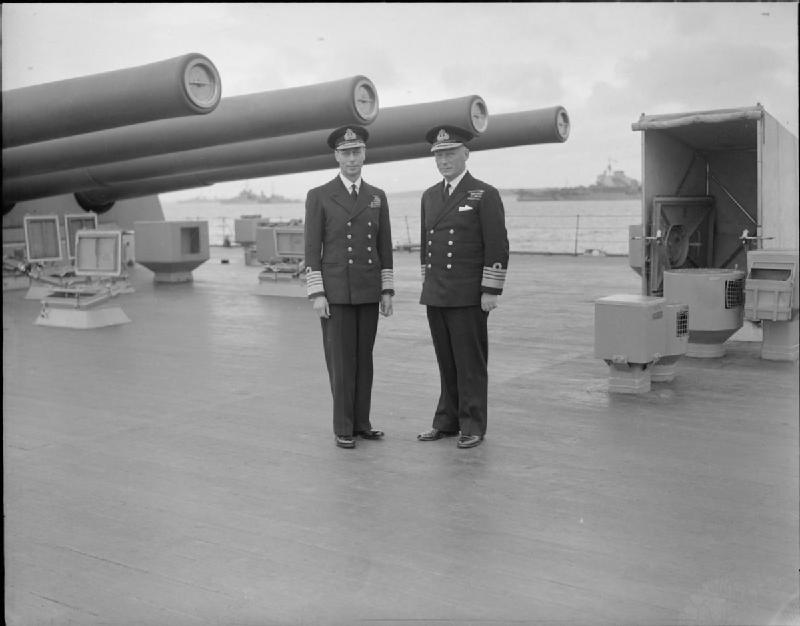
Baron Tovey con el Rey Jorge VI a bordo del
HMS King George V (agosto de 1941)

En noviembre de 1940 es ascendido a Comandante en jefe de la Home Fleet izando su bandera a bordo del King George V manteniendo el grado de Vicealmirante de flota.
John Tovey a pesar del respaldo de Cunningham, no tenía buenas relaciones con el primer ministro Winston Churchill y el
Primer Lord del Almirantazgo, Dudley Pound, lo que impidió a Tovey llegar a la Junta del Almirantazgo de Mar con los privilegios que implicaban.  Churchill consideraba a Tovey como un obstruccionista.  La animadversión entre ambos parece haberse desatado en una de las visitas de Churchill al  King George V, Churchill traía un abundante séquito de personas junto con un gran cantidad de exigencias y esto agotaba a Tovey. En 1941 es nombrado caballero comendador de la Orden del Baño.
El 23 de mayo de 1941, estando en Scapa Flow, es advertido de la salida de los navíos alemanes, el acorazado Bismarck y el crucero pesado, Prinz Eugen gracias a la detección hecha por el contralmirante Wake-Walker.  Tovey envió a la fuerza compuesta por el crucero de batalla Hood y el nuevo acorazado Prince of Wales. El Hood es hundido y el Prince of Wales es dañado;  el Bismarck realiza una maniobra en la que logra zafarse de la fuerza de Wake-Walker y se pierde el contacto.
Tovey redobla los esfuerzos de búsqueda y organiza sus fuerzas restantes, muchas al borde de su autonomía, logrando detectar, acosar y hundir al Bismarck el 27 de mayo de 1941, fecha que el mismo Tovey fijó en la mañana de ese día cumpliendo con la instrucción de Wiston Churchill de hundir el acorazado alemán a cualquier precio.  Tovey se opuso firmemente a formar un Consejo de guerra para el comandante del Prince of Wales, John Leach y al contralmirante Frederic Wake-Walker  por su aparente inoperancia en el combate del Estrecho de Dinamarca defendiendo a sus subordinados con la renuncia de su cargo. No se volvió a hablar más del tema, pero ambos marinos fueron vetados en su ascensos posteriores. Tovey además estuvo expuesto a un consejo de guerra por llevar al King George V al estado de quedar al garete en el mar a merced de ser torpedeado o bombardeado por el enemigo.
Tovey fue relevado en junio de 1943 a favor del almirante Bruce Fraser y fue nombrado Comandante de la Flota del Norte teniendo a cargo el control de los convoyes desde Islandia y Escocia hacía Rusia, por lo que fue condecorado por la Unión Soviética con la Orden de Suvarov, de todos modos, Tovey criticó a Dundley Poundley por los resultados de los convoyes PQ16, PQ17 y PQ18 por exponerlos a la luz del día y a mantener un rígido patrón de derrotero a pesar de las circunstancias adversas. Tovey fue ascendido a Almirante de la Flota a fines de ese año.
En 1944, tuvo como principal gestión coordinar los movimientos navales en vistas a la Operación Overlord en junio de ese año.  En 1945 pasó a ser el Primer Edecán Naval del Rey.
En 1946 pasó a un semiretiro; pero tuvo derecho a ocupar un asiento en la Cámara de los Lores, fue nombrado Primer Baron Tovey con el título de Sir  y administró iniciativas en beneficio de los marinos ingleses que pasaban a retiro (Fondo King George V para la marina) entre otros.
Su mujer, Aida comenzó a padecer de artritis y a medida que avanzaba su edad su salud se quebrantaba, por lo que decidió retirarse de la Real Marina Británica y llevar a la señora Tovey a climas más templados como Dorset y después en Portugal.  Su esposa falleció en 1970.
El 1.er. Baron John Tovey falleció en Funchal, Madeira el 12 de septiembre de 1971 a la edad de 86 años y fue sepultado en el Swanage sin dejar descendencia.

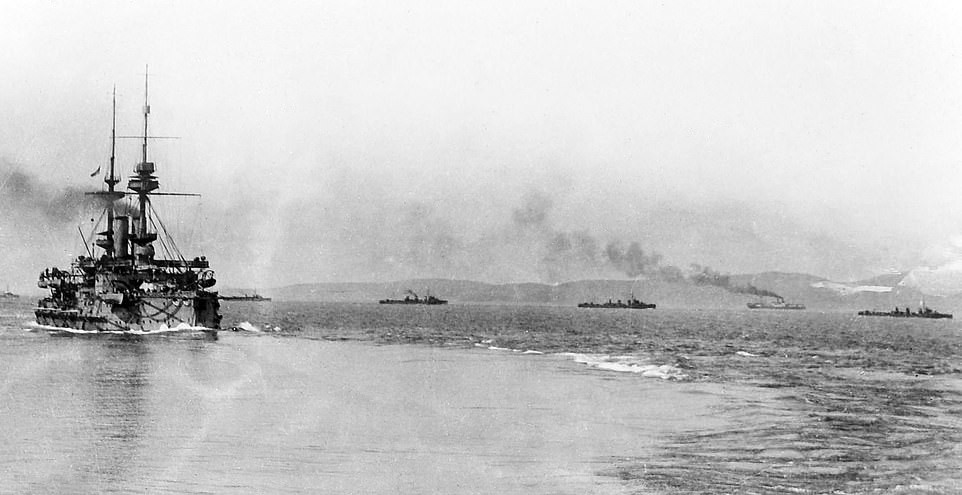
El HMS Majestic.
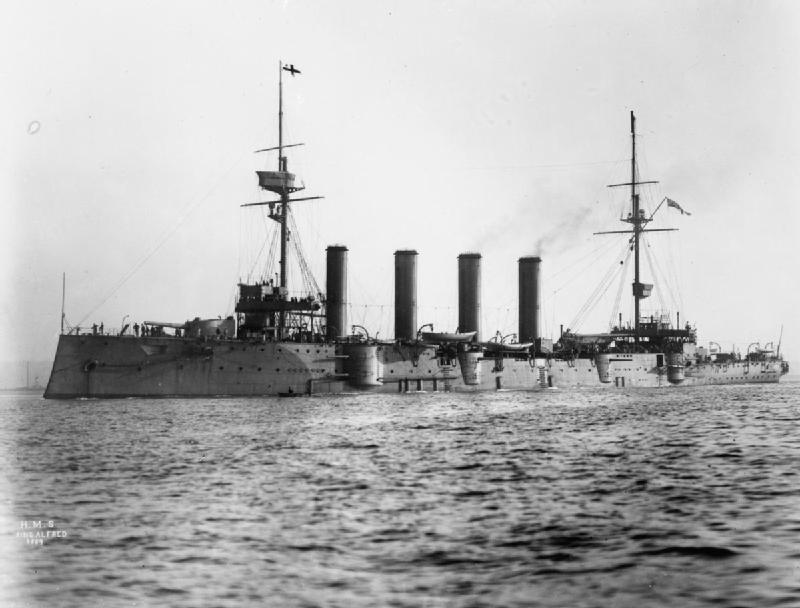
HMS King Alfred.
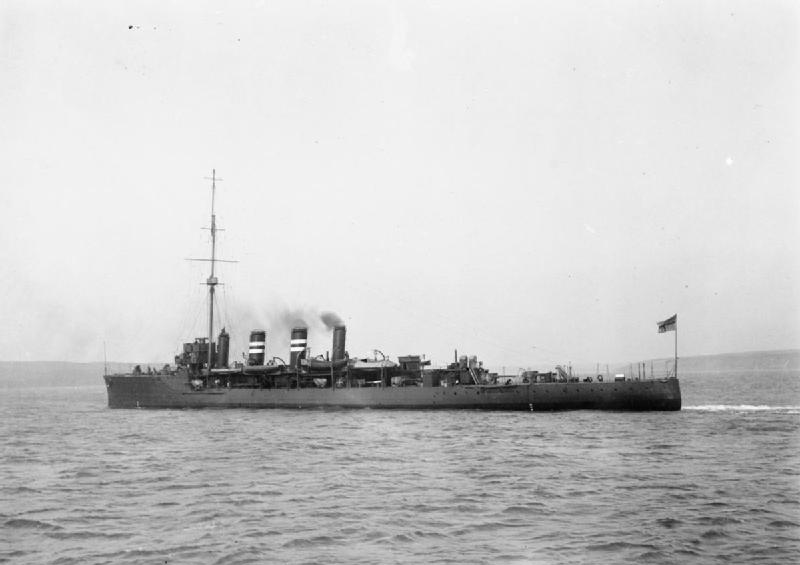
HMS Amphion.
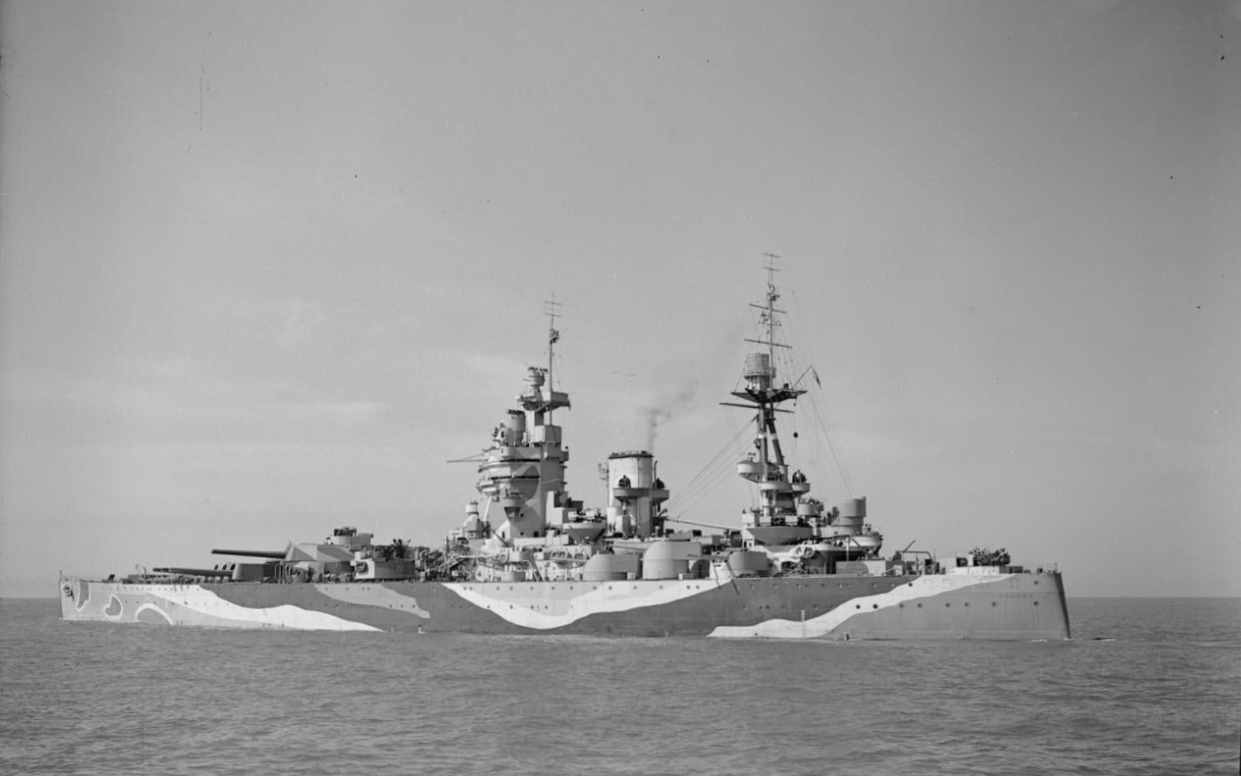
HMS Rodney, primer mando mayor de Tovey.
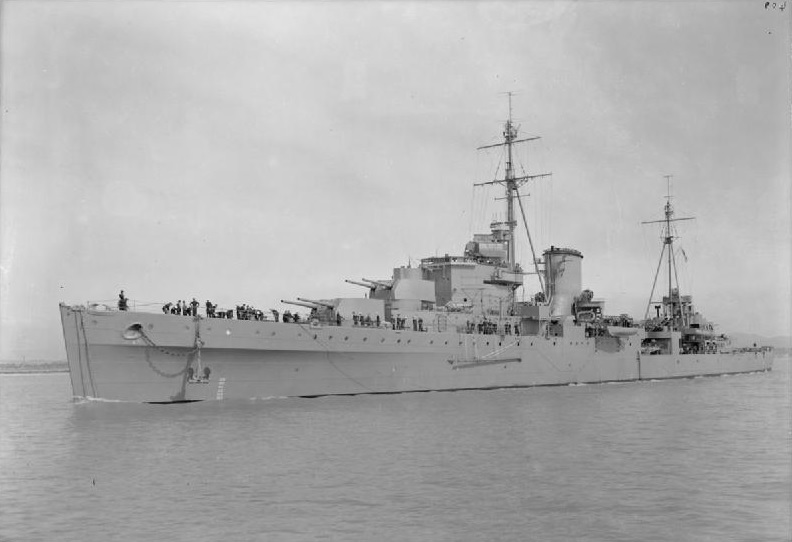
HMS Orion.
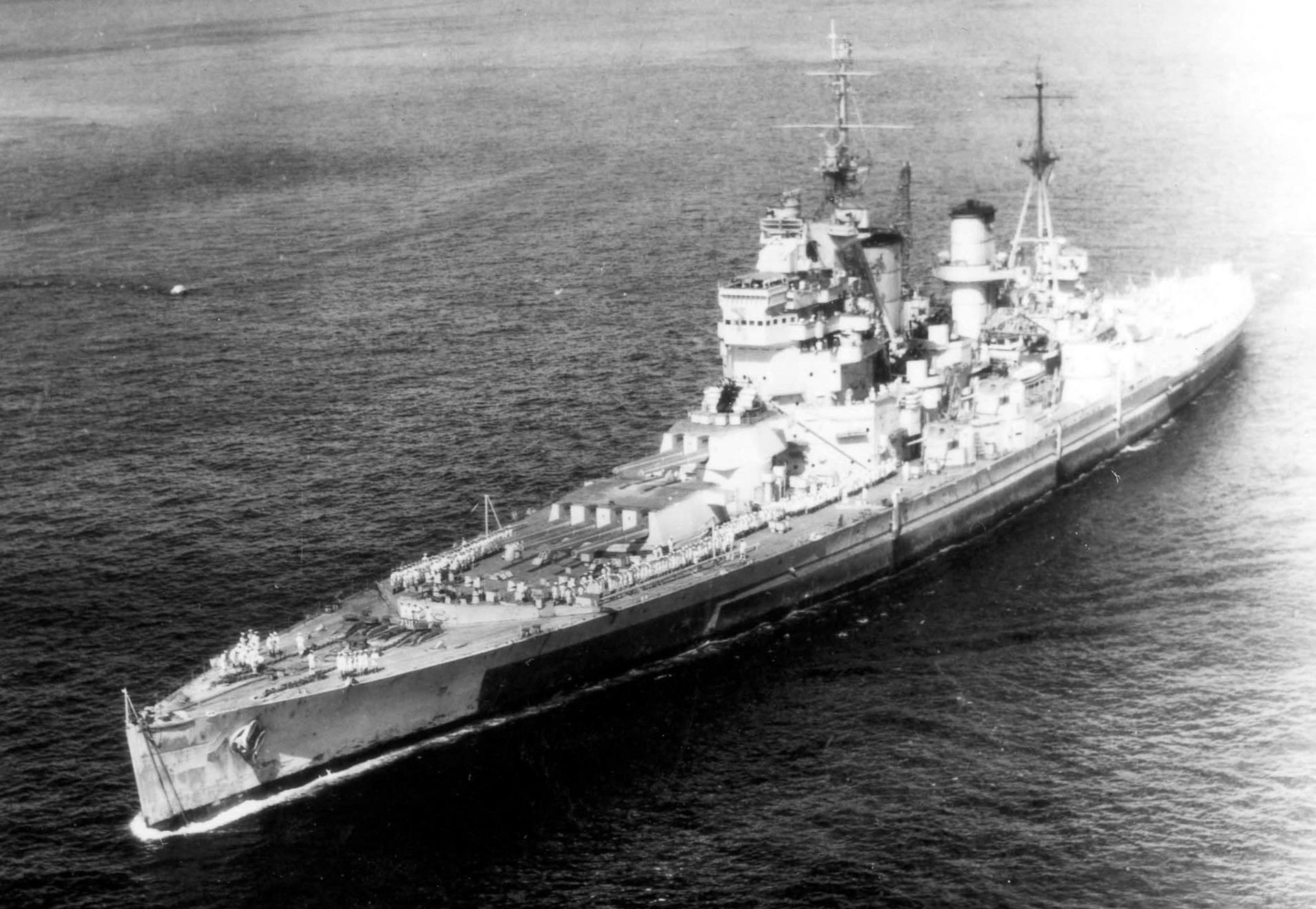
HMS King George V.